# Gotaro da Noruega
Gotaro (em latim: Gotarus ou Gøtarus; em dinamarquês: Gøtar) foi um rei lendário da Noruega, reinando no século I. Aparece apenas nos Feitos dos Danos de Saxão Gramático. Planejou um ataque contra a Dinamarca, mas foi dissuadido por Érico. Depois, quando Érico voltou da Dinamarca, tentou desposar a esposa dele, irmã do rei Frodo III, mas seu plano falhou. Érico fugiu à Dinamarca com sua esposa e os bens de Gotaro e o rei o perseguiu, mas perdeu todos os seus homens. Tempos depois, preparou outra força contra Érico, mas Frodo interveio ao lado do último e Gotaro foi morto em combate.

## Vida
Gotaro era rei da Noruega e contemporâneo de Frodo III da Dinamarca, que reinou no século I. Seu antecessor é desconhecido, bem como o nome de seus pais, mas se sabe que tinha filha chamada Aluilda. Era contemporâneo de Frodo III da Dinamarca, a quem quis remover do trono à força por receber notícias de que seu país havia se degenerado sob seu poder. Érico o dissuadiu de seu plano com longo discurso e Gotaro, impressionado com sua articulação, deu-lhe o título de Eloquente.
Gotaro então enviou Rafno para fazer raides, mas foi derrotado e apenas seis navios voltaram à Noruega para espalhar notícias de que Frodo não podia ser derrotado facilmente. Os sobreviventes também espalharam rumores de que o rei, dependendo tão somente do apoio de seus campeões, reinava contra o desejo do povo e que seu governou tornou-se uma tirania. Érico e seu meio-irmão Rolero foram à Dinamarca para averiguar os rumores e após várias aventuras chegaram ao palácio de Frodo. Ali, ao anoitecer, Érico e Frodo discutiram sobre a corte de Gotaro:
| “ | [...] No palácio de Gotaro não temos apenas salas de jantar para os soldados que vão se alimentar juntos, mas cada homem tem um lugar definido atribuído a ele à mesa. [...] 'Será que um soldado de Gotaro normalmente desperdiça um banquete que só tocou uma vez, como se consistisse em restos abandonados e vira o nariz nos primeiros pratos, como faria nos últimos remanescentes?' - perguntou o rei. 'Não há espaço para qualquer disposição grosseira ou costume irregular nos modos de Gotaro", respondeu Érico. 'É um servo mais dedicado a mim do que o resto, então?', Indagou Frodo. 'Ninguém amarra o animal não nascido a uma tenda ou curral. Ainda não experimentou tudo. E outra coisa: na corte de Gotaro, normalmente temos alguma bebida para acompanhar nossas festas; líquido adicionado a uma refeição agrada os banqueteiros. | ” |

Érico e Rolero, ao retornarem à Noruega com suas respectivas esposas Gunuara e Hanunda, irmã e ex-esposa de Frodo, ficaram na mira de Gotaro, sobretudo Érico, pois queria se casar com Gunuara em substituição a sua falecida rainha e pretendia entregar-lhe sua filha Aluilda em casamento; os irmãos haviam retornado à Noruega como emissários de Frodo, que estava apaixonado por Aluilda e queria propor casamento. Após algumas perambulações no país, Érico foi buscar seu irmão e, a fim de despertar o rei, fugiu de navio com sua noiva e seus pertences fingindo pânico. Ao ver a frota de Gotaro próxima, gritou: "Veja como o arco da astúcia dispara a flecha do engano". Quando Gotaro se avizinhou, perguntou quem era o capitão e descobriu ser Érico, razão pela qual disse: "era ele o homem que pôs fim à eloquência dos outros com sua incrível demonstração de linguagem?" Ambas as partes foram à praia mais próxima onde Gotaro, sabendo da missão de Érico, declarou que desejava possuir a irmã de Frodo, mas escolheu entregar sua filha a Érico para que sofresse menos pesar em entregar sua esposa a outro homem e lhe concedeu a província de Litarfulqui (Liderfylke)
Érico fingiu concordar, enquanto disse que deveriam ouvir os sentimentos e opinião de Gunuara. Ela fingiu estar satisfeita com as lisonjas do rei e pareceu consentir prontamente sua candidatura, implorando-lhe apenas que permitisse que o casamento de Érico precedesse o dela; se fosse permitido que ocorresse primeiro, o do rei seguiria melhor, sobretudo porque, quando entrasse no novo contrato, não se sentiria tão escrupulosa ao lembrar de seu antigo contrato. Além disso, afirmou que não havia sentido em misturar dois conjuntos de preparações juntos numa cerimônia. O rei aceitou e eles se dirigiram a seu palácio, onde a cerimônia já estava sendo preparada. Érico e o rei sentaram em seus lugares à mesa em salas separadas, divididas por uma parede, e cobertas com tapeçarias penduradas. Gunuara estava sentado ao lado de Gotaro, enquanto Érico sentou junto de sua madrasta Craca e sua pretendente Aluilda.
Depois da festa, Gotado foi à reunião de Érico, desejando fazer a hilaridade nupcial com um balanço. Aproveitando que saiu, Gunuara, seguindo instruções, atravessou a passagem na parede onde a ripa havia sido retirada e se sentou ao lado de Érico. Gotaro ficou surpreso ao vê-la sentada ao lado dele e perguntou com algum interesse como e por que foi até lá. Respondeu que era a irmã de Gunuara e que o rei foi enganado pela semelhança. Desconfiado, voltou rapidamente à sala real de banquetes para onde Gunuara havia retornado e estava sentada diante dos olhos de todos. Ao vê-la, Gotaro mal acreditou em seus olhos e, desconfiando completamente de seus poderes de reconhecimento, refez seus passos a Érico, onde encontrou-a de  novo. Muitas vezes mudou de quarto e achou a mulher que procurava. Ao fim das festividades, levou sua filha e Érico, com a etiqueta apropriada para um casamento, até seus aposentos. Então foi à cama em outro lugar.
Gotaro não conseguiu dormir revendo a imagem do casamento. Disso entrou em sua cabeça uma visão tão inquietante e vacilante que considerou que estava enganado quando era algo que realmente percebera. Por fim, passou pela sua cabeça que a parede poderia ter sido interposta. Quando, no entanto, tinha dado ordens para um minucioso exame a ser feito, nenhum vestígio foi encontrado de qualquer dano; todo o tecido da sala parecia ser sólido e imperturbável. Gotaro enviou dois espiões para o quarto de Érico com ordens para ouvir tudo que se passava ali, bem como para matá-lo caso encontrassem-o com Gunuara. Ao avistarem que estavam dormindo juntos, esperaram dormir mais profundamente antes de agir e tão logo acharam possível, atacaram-o com suas lâminas em punho. Érico acordou, e com ajuda de Gunuara, matou os espiões. Érico foi para junto do mar para se preparar para fugir sob proteção da noite. Rolero tocou uma trombeta para avistar seu padrasto Braco, que estava de sentinela com seus homens, para invadir o palácio. Quando o rei ouviu o som, acreditou que era sinal de que o inimigo havia chegado e fugiu com pressa em seu navio.
No ínterim, Braco e seus homens, que haviam forçado a entrada, capturaram as posses do rei e viram que estavam empilhadas nos barcos de Érico. De manhã, após o rei saber da fuga de Érico, organizou uma perseguição, mas um de seus amigos aconselhou-o a não apressar nenhum esquema repentino e executá-lo impulsivamente. Tentou convencê-lo da necessidade de maiores preparativos, já que a perseguição dos fugitivos à Dinamarca com um punhado de homens seria fútil. Porém, dado seu temperamento forte, sua fúria não podia ser reprimida nem mesmo pelo conselho; acima de tudo, ficou irritado com o fato de que sua trama para matar Frodo tivesse recuado sobre si. Gotaro partiu e entrou no porto chamado Omi. O tempo violento explodiu e ficou sem comida. Decidiu que seria melhor enfrentar a morte certa pela espada do que a fome e, assim, seus marinheiros, virando as mãos contra si mesmos, apressaram seus fins infligindo feridas mútuas. Mas o rei e um ou dois outros escapuliram para as montanhas íngremes. Diz Saxão que os túmulos altos ainda indicavam a cena do abate à sua época.
Tempos depois, Gotaro reuniu uma força de combate para punir Érico. Do seu lado, Frodo equipou grande frota e partiu à Noruega. Se instalaram na ilha de Rennesøy, mas Gotaro, acuado diante do renome de Frodo, enviou emissários para implorar pela paz. Érico falou com eles: "É um ladrão sem vergonha que é o primeiro a pedir uma trégua ou se aventurar a oferecer uma para homens sem culpa. Aqueles que anseiam por possessão devem lutar por isso; o golpe deve ser combatido contra o golpe, malícia repelir a malícia." Ao ouvir suas palavras à distância, e em tons tão distintos quanto pôde, Gotaro respondeu: "A bravura de um homem em ação é medida por sua lembrança dos benefícios recebidos." E Érico retrucou: "Eu retribuí sua generosidade com o conselho que lhe dei." Com isso, quis dizer que o excelente conselho era mais valioso do que qualquer tipo de presente. E para mostrar que Gotaro foi ingrato pela sabedoria que obteve, ele continuou: "Quando estava ansioso para roubar minha esposa e minha existência, estragou toda a sua demonstração de dar um bom exemplo. Somente o aço tem o direito de decidir entre nós." Depois disso, Gotaro atacou a frota danesa, mas teve pouco sucesso no combate e foi morto. Como gentileza, Frodo mais tarde deu o reino dele, que se estendia por sete províncias norueguesas, para Rolero, enquanto Érico foi confirmado em Litarfulqui.